# Santa María del Val
Santa María del Val – gmina w Hiszpanii, w prowincji Cuenca, w Kastylii-La Mancha, o powierzchni 46,31 km². W 2011 roku gmina liczyła 70 mieszkańców.